# Inside Edition
Inside Edition è un notiziario televisivo statunitense trasmesso in syndication dalla CBS Media Ventures. Presentato per la prima volta il 9 gennaio 1989, è il più longevo notiziario in syndication che non è strettamente focalizzato su notizie di intrattenimento. Il programma presenta un mix di infotainment, notizie di intrattenimento e caratteristiche di gossip, scandali, storie di vero crimine e di stile di vita.
Dal 1995 le trasmissioni dei giorni feriali del programma sono condotte da Deborah Norville. Dal 2009 al 2020 Diane McInerney ha condotto le edizioni del fine settimana del programma (originariamente come co-conduttrice con Paul Boyd fino alla sua partenza nel 2014) e come sostituto di Norville nelle trasmissioni dei giorni feriali; dal 2020 è stata sostituita in entrambi i ruoli da Mary Calvi.